# ديف بوكانان
ديف بوكانان (بالإنجليزية: Dave Buchanan)‏ (1873 في المملكة المتحدة - 15 أبريل 1950) هو مدرب كرة قدم ولاعب كرة قدم بريطاني (وحمل سابقاً جنسية المملكة المتحدة لبريطانيا العظمى وأيرلندا) في مركز نصف الجناح. لعب مع نادي برينتفورد ونادي بليموث أرجايل ونادي ليتون أورينت ونادي ميدلزبره وBellshill Athletic F.C. ‏ ونادي لانارك الثالث ونادي ليتون ‏.